# 마르틴 네메츠
마르틴 네메츠(슬로바키아어: Martin Nemec, 1984년 7월 31일~)는 슬로바키아의 배구 선수, 지도자로 현역 시절 포지션은 라이트이다. 현재 슬로바키아 배구 리그의 팀인 피라네 브루스노의 감독을 맡고 있다.